# Operațiile militare pentru apărarea Marii Uniri (1918-1920)

Operațiile militare pentru apărarea Marii Uniri (1918-1920)

Operațiile militare pentru apărarea Marii Uniri (1918-1920) includ totalitatea acțiunilor militare desfășurate de Armata României, în perioada de la declararea celei de-a doua mobilizări, la 27 octombrie/9 noiembrie 1918 și demobilizarea armatei, la 20 martie 1920; principalele operații s-au desfășurat în decursul războiului Româno-Ungar din 1919 (15 aprilie-6 august).
Aceste acțiuni militare pot fi grupate în trei operații importante: 
- alungarea forțelor inamice de pe teritoriul Vechiului Regat;
- apărarea frontierei de est și nord-est amenințată de trupele sovietice ruse;
- dezarmarea trupelor austro-ungare din Bucovina, Transilvania, Crișana și Maramureș și înfrângerea trupelor sovietice maghiare care au inițiat operații militare împotriva României la data de 15 aprilie 1919.

În paralel, conducerea superioară a armatei, a contribuit la desfășurarea negocierilor dintre România și Antanta cu privire la stabilirea „liniilor de demarcație” cu Ungaria în 1918-1919 și la retragerea trupelor aliate din Banat și Dobrogea.

## Eliminarea forțelor inamice de pe teritoriul Vechiului Regat
La  27 octombrie/9 noiembrie 1918, România declară din nou război Puterilor Centrale decretând cea de-a doua mobilizare. Generalul Constantin Prezan este numit din nou șef al Marelui Cartier General, având ca prim obiectiv mobilizarea comandamentelor, forțelor și mijloacelor și de constituirea dispozitivului strategic. 

## Demobilizarea armatei
La 20 martie 1920 în conformitate cu Înaltul Decret nr. 1162 din 18 martie 1920, Marele Cartier General este desființat, structurile sale fiind fie contopite cu structurile Marelui Stat Major, fie desființate. La aceeași dată, Generalul Constantin Prezan își prezintă demisia din armată, fiind pensionat a doua oară.